# Victor de Boo
Victor de Boo (Groningen, 1958) is een Nederlandse jazz-musicus, componist, bandleider en (grafisch) kunstenaar. 

## Biografie
Victor de Boo studeerde klassiek slagwerk aan het conservatorium van Groningen, maar stopte het laatste jaar om zich voornamelijk op jazz te richten.
In 1987 richtte hij het onafhankelijke platenlabel Disckus Records op, waarbij muzikanten zelfstandig albums uitbrengen. Onder het label zijn zo'n twaalf lp's en cd's van verschillende artiesten uitgebracht.  
In 1990 verhuisde de Boo naar Amsterdam. Van daaruit toerde hij met verschillende ensembles door Indonesië, Australië, Amerika, Canada, India, Egypte, Mexico en landen in Europa. Hij speelde samen met artiesten als Hans Dulfer, Jeroen Willems, Sean Bergin, Richard Cameron, Benjamin Herman, Oleta Adams, Dr. Lonnie Smith, Gregory Porter, George Duke en Chris Potter.  
In 1998 en 2001 bracht hij twee cd's met eigen composities uit met het Victor de Boo Trio. Made by Mates werd opgenomen met trompettist Scott Tinkler  en saxofonist Dale Barlow. Het album werd redelijk tot goed ontvangen in binnen- en buitenland. Het Parool gaf 3,5 sterren. Er werd opgemerkt dat "[h]et trio kiest voor sterke melodieën en duidelijke ritmische patronen" maar ook dat "de groep soms [klinkt] als een bandje dat zich onverwachts zonder bassist moet zien te behelpen". Volgens Maarten de Haan van JazzNu wist het trio zich met het album te onderscheiden van anderen in het "impro-genre" en biedt het album "een aangenaam ondergronds geluid", maar zijn er "vervelende improvisaties van de drumtenorsaxofoon". De Slagwerkkrant beoordeelde het album positief en merkte "een eigen smoel" en "gevoel voor kleur en nuance" op. In Australië, het land van herkomst van de twee blazers, waren The Sydney Morning Herald en The Australian Financial Review onverminderd positief met opmerkingen als "well recorded and a bundle of fun" en "[t]he disc crackles with vitality and creativity in equal measure".
Voor Live at the Bimhuis werkte De Boo samen met gitarist Anton Goudsmit en trombonist Wolter Wierbos. Volgens Ken Vos van het tijdschrift Jazz bevat het werk overwegend blues-achtige, "makkelijk in het gehoor liggende thema's" die op verrassende wijzen "worden benaderd of opgelost". Het Victor de Boo Trio speelde in deze samenstelling onder andere op het North Sea Jazz Festival.
In 2012 en 2019 verzorgde De Boo optredens tijdens de Zomer Jazz Fiets Tour. Voor het optreden in 2019 bracht hij muzikanten bij elkaar onder de naam Hi There – The Music of Sean Bergin en speelden zij muziek van Bergin die in 2012 overleed.
Van 2008 tot 2015 was De Boo bandleider bij verschillende live-radioprogramma's zoals The Friday Move (Wilfred Genee, BNR Nieuwsradio) en Mijke's Middag Live en Mijke en Co (Mijke van Wijk, NPO Radio 6).
Naast musicus is De Boo (grafisch) kunstenaar.

## Samenwerkingen (selectie)
Vanaf eind jaren 70 speelt De Boo onder andere in de popband Blue Heat (Groninger Springtij), de fusionband Tocaro en het jazzkwartet Times. Vanaf 1993 is hij de vaste drummer van de langst lopende jazzsessie van Nederland in Café De Engelbewaarder, samen met Sean Bergin († 2012), Jacko Schoonewoerd, Leo Bouwmeester en een wekelijks wisselende gastspeler. Tussen 1993 en 1995 toerde hij met de funkband Mendoza Dance Parti. Vanaf 1995 is hij drummer in het kwartet Shooster waarmee hij onder andere op Norh Sea Jazz Festival gespeeld heeft. In 1996 en 1997 toerde hij met de stagebus van René van Helsdingen door Australië en Indonesië. Met de band Boi Akih deed hij Indonesië, Europa en Mexico aan. Tussen 2004 en 2006 was hij vaste percussionist in de producties Brel de Zoete Oorlog en Brel 2. Verder is De Boo oprichter en bandleider van The Ob6sions. Deze band fungeerde als huisband van de radioprogramma's van Mijke van Wijk. Met hun debuutalbum First takes werd de band genomineerd voor de Edison Jazzism Publieksprijs.

## Beeldend werk
Sinds 2015 is De Boo ook beeldend kunstenaar. Hij maakt gebruik van verschillende technieken zoals olieverf, kleurpotlood, aquarel, de Riso-druktechniek en digitaal tekenen. Hij exposeerde in 2019 en begin 2020 met twee series,  Jazzsessions en JazzCoLoURS. Voor het album Into the Blue van de band The Preacher Men maakte hij een videoclip bestaande uit meer dan 55 tekeningen.

## Discografie (selectie)
| Jaar | Titel                                          | Artiest               | Label                   |
| ---- | ---------------------------------------------- | --------------------- | ----------------------- |
| 1986 | Code                                           | Tocaro                |                         |
| 1987 | Times                                          | Times                 | Disckus Records         |
| 1990 | Jazz & Poëzie                                  | De Oorzaak            | Disckus Records         |
| 1994 | Too Blues to Be                                | Klatwerk              | Disckus Records         |
| 1994 | Strazz Jazz Compilation                        | Mendoza Dance Parti   | Phunky Pheasant Records |
| 1995 | Speedy Chicken                                 | Mendoza Dance Parti   | Phunky Pheasant Records |
| 1995 | Red Door                                       | Granny Smith          | Rennet Records          |
| 1996 | Swimming in Circles                            | The Changes           | Limetree Records        |
| 1997 | Uptime                                         | Wiebe Wilders         | Worldwide Records       |
| 1998 | Made by Mates                                  | Victor de Boo Trio    | Disckus Records         |
| 1998 | Sop                                            | Sanne Wallis de Vries | Munich Records          |
| 2001 | Live at the Bimhuis                            | Victor de Boo Trio    | Trytone                 |
| 2002 | MOB Mobiel                                     | Sean Bergin           | DATA Records            |
| 2004 | Express Yourself                               | Erik van der Luijt    | Eigen beheer            |
| 2004 | Nansika                                        | Sean Bergin           | DATA Records            |
| 2004 | Shooster                                       | Shooster              | Shooster Records        |
| 2005 | Lagu Lagu                                      | Boiakih               | Eigen beheer            |
| 2005 | Beyond Broadway                                | Ilse Huizinga         | Maxanter Records        |
| 2006 | Jeroen Willems zingt Jaques Brel               | Toneelgroep Oostpool  | Oostpool                |
| 2007 | Jozz                                           | Engelbewaarderband    | Eigen beheer            |
| 2010 | Tribute to Jochem                              | Robert Rook Quartet   | Ultimate Jazz           |
| 2012 | First Takes                                    | The Ob6sions          | Challenge Records       |
| 2013 | Shooster Live                                  | Shooster              | Shooster Records        |
| 2013 | Shadows                                        | Olav Swetsloot        | Hipleshu                |
| 2014 | A Promise                                      | Rugile                | O.A.P. Records          |
| 2016 | Skylark                                        | Paul Stocker          | Rizoma Records          |
| 2018 | Jeroen Willems zingt Jaques Brel dubbel Lp box | Toneelgroep Oostpool  | Selles Music            |